# 티나 코텍
티나 코텍(Tina Kotek, 1966년 9월 30일 ~ )은 미국의 정치인으로 현재 오리건주 주지사이다.

## 학력
- 조지타운 대학교 중퇴
- 오리건 대학교 종교학 학사
- 워싱턴 대학교 국제관계학 석사

## 경력
- 2007.01 ~ 2022.01 제74·75·76·77·78·79·80대 오리건주 제44선거구 하원의원
- 2011.01 ~ 2011.06 오리건주 하원 임시의장
- 2011.06 ~ 2013.01 오리건주 하원 민주당 원내대표
- 2013.01 ~ 2022.01 제67대 오리건주 하원의장
- 2023.01 ~ 제39대 오리건주 주지사

## 역대 선거 결과
| 선거명      | 직책명                       | 대수 | 정당   | 득표율 | 득표수    | 결과 | 당락               |
| ----------- | ---------------------------- | ---- | ------ | ------ | --------- | ---- | ------------------ |
| 2006년 선거 | 하원의원 (오리건 제44선거구) | 74대 | 민주당 | 78.82% | 13,937표  | 1위  | 오리건 주의원 당선 |
| 2008년 선거 | 하원의원 (오리건 제44선거구) | 75대 | 민주당 | 97.61% | 20,044표  | 1위  | 오리건 주의원 당선 |
| 2010년 선거 | 하원의원 (오리건 제44선거구) | 76대 | 민주당 | 80.87% | 16,224표  | 1위  | 오리건 주의원 당선 |
| 2012년 선거 | 하원의원 (오리건 제44선거구) | 77대 | 민주당 | 86.32% | 23,235표  | 1위  | 오리건 주의원 당선 |
| 2014년 선거 | 하원의원 (오리건 제44선거구) | 78대 | 민주당 | 85.53% | 19,760표  | 1위  | 오리건 주의원 당선 |
| 2016년 선거 | 하원의원 (오리건 제44선거구) | 79대 | 민주당 | 79.67% | 23,288표  | 1위  | 오리건 주의원 당선 |
| 2018년 선거 | 하원의원 (오리건 제44선거구) | 80대 | 민주당 | 89.07% | 27,194표  | 1위  | 오리건 주의원 당선 |
| 2020년 선거 | 하원의원 (오리건 제44선거구) | 81대 | 민주당 | 87.19% | 32,465표  | 1위  | 오리건 주의원 당선 |
| 2022년 선거 | 오리건 주지사                | 39대 | 민주당 | 46.96% | 917,074표 | 1위  | 오리건 주지사 당선 |